# Farwell (Minnesota)
Farwell és una població dels Estats Units a l'estat de Minnesota. Segons el cens del 2000 tenia 57 habitants.

## Demografia
Segons el cens del 2000, Farwell tenia 57 habitants, 27 habitatges, i 16 famílies. La densitat de població era de 75,9 habitants per km².
Dels 27 habitatges en un 22,2% hi vivien nens de menys de 18 anys, en un 37% hi vivien parelles casades, en un 0% dones solteres, i en un 40,7% no eren unitats familiars. En el 40,7% dels habitatges hi vivien persones soles el 22,2% de les quals corresponia a persones de 65 anys o més que vivien soles. El nombre mitjà de persones vivint en cada habitatge era de 2,11 i el nombre mitjà de persones que vivien en cada família era de 2,88.
Per edats la població es repartia de la següent manera: un 19,3% tenia menys de 18 anys, un 14% entre 18 i 24, un 19,3% entre 25 i 44, un 22,8% de 45 a 60 i un 24,6% 65 anys o més.
L'edat mediana era de 44 anys. Per cada 100 dones de 18 o més anys hi havia 119 homes.
La renda mediana per habitatge era de 28.125 $ i la renda mediana per família de 31.875 $. Els homes tenien una renda mediana de 28.333 $ mentre que les dones 13.750 $. La renda per capita de la població era de 19.917 $. Cap de les famílies estaven per davall del llindar de pobresa.

## Poblacions més properes
El següent diagrama mostra les poblacions més properes.